# Silvana Pampanini

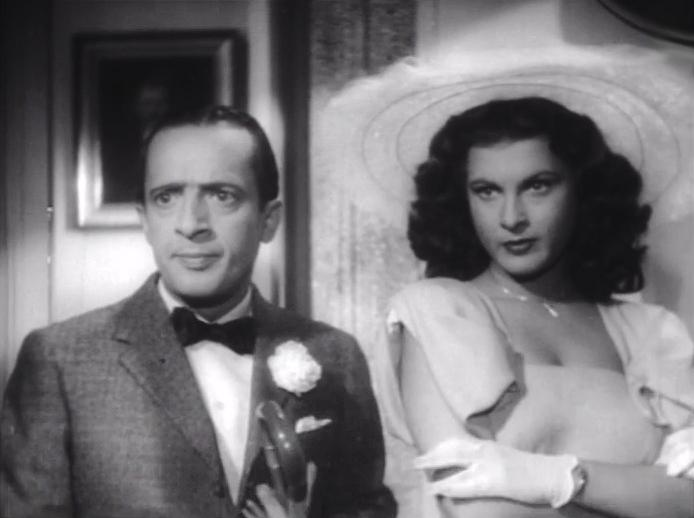
Nino Taranto și Silvana Pampanini în filmul Il barone Carlo Mazza

Silvana Pampanini (n. 25 septembrie 1925, Roma, Regatul Italiei – d. 6 ianuarie 2016, Roma, Italia) a fost o actriță, regizoare și cântăreață italiană. A fost remarcată în anul 1946 când a participat la concursul Miss Italia, anul următor începând cariera sa cinematografică. Visul ei de a deveni cântăreață de operă nu s-a materializat niciodată.

## Filmografie selectivă
- 1948 Il barone Carlo Mazza, regia Guido Brignone
- 1952 Cavalerul fără lege (Le avventure di Mandrin), regia Mario Soldati
- 1952 Președinta (La presidentessa)
- 1953 Anna Zaccheo (Un marito per Anna Zaccheo), regia Giuseppe De Santis
- 1953 Bufere, regia Guido Brignone
- 1955 La bella di Roma, regia Luigi Comencini
- 1958 La strada lunga un anno, regia Giuseppe De Santis
- 1983 Taximetristul (Il tassinaro), regia Alberto Sordi